# Bitva u Brémule
Bitva u Brémule byla vojenský střet mezi anglickým králem Jindřichem I. a francouzským králem Ludvíkem VI. Proběhla 20. srpna 1119. Jindřich I. v ní rozkázal svým rytířům, ať sesednou z koňských hřbetů a sloučil je s pěchotou. Ubránil se tak francouzské invazi do Normandie.
| „                 | ... na obou stranách se navzájem šetřili, v důsledku bázně boží a bratrství ve zbrani. Daleko více se starali o zajímání než o zabíjení uprchlíků. Jako křesťanští vojáci nežíznili po krvi svých bratří... | “ |
| — Orderic Vitalis | |   |

Normandským vévodou král Jindřich roku 1120 jmenoval svého syna Viléma a Ludvík VI. nadále prosazoval nárok Viléma Clita.